# Robert Gibb
Robert Gibb (28. oktober 1845 – 11. februar 1932) var en skotsk kunstmaler som var chef for nationalgalleriet i Skotland fra 1895 til 1907 og var kongelig kunstner fra 1908 til sin død i 1932. Han byggede sit omdømme på romantiske, historiske og militære malerier, men var også en betydelig portrætmaler.
Gibb blev født i Lauriston, Skotland som søn af en byggemester. Han studerede kunst på aftenkursus i Edinburgh og ved Royal Scottish Academy (RSA), før han begyndte at udstille på RSA i 1867, hvor billede Arran-landskabet, var det første af ikke mindre end 143 af hans malerier som blev udstillet på akademiet. Ved slutningen af næste tiår havde han etablere sit ry som en maler med speciale i militærmotiver. Efter Comrades, som var hans første forsøg i den militære genre, blev han valgt som en repræsentant for Royal Scottish Academy. Motivet for dette maleri, som viste en gruppe af tre soldater, hvoraf en var faldet i sneen, var hentet fra et andet af hans malerier som viste retræten fra Moskva og som blev fremvist det efterfølgende år. Han blev et fuldværdigt medlem af akademiet efter The Thin Red Line, 1881, som blev en overvældende succes. (se også Den tynde røde linje) Motivet var inspireret af Alexander Kinglakes bog The Invasion of the Crimea (Invasionen af Krim). Tre år senere fremviste han maleriet Schoolmates som forestiller to officerer i kampens hede, hvoraf den ene falder såret i armene på den anden. Han fortsatte med at male militære scener igennem 1. verdenskrig, og hans sidste militære maleri Backs to the Wall blev fremvist i 1929.
Gibb var også en eftertragtet portrætmaler, iblandt hans afbillede personer var den afrikanske opdagelsesrejsende Henry M. Stanley, pastor Joseph Parker, Sir Arthur Halkett, og kunstnerens kone, den tidligere Margaret Shennan, anden datter af Lord Dean of the Guild. De to var blevet gift i 1885.
Han døde i sin hjem i Bruntsfield Crescent, Edinburgh i 1932, og fik en fuld militær begravelse med æresvagt ved hans begravelse i Warriston Cemetery i Edinburgh den 15. februar.

## Værker
- Head of Glen-Lester, Arran (1867)
- Visit of William, Lord Russell's Family before his Execution (1872)
- Death of Marmion (1873)
- Columbia in sight of Iona (1874)
- Elaine (1875)
- Margaret of Anjou and the Outlaw (1875)
- Death of St Columba (1876)
- Bridge of Sighs (1877)
- Comrades (1878)
- Retreat from Moscow (1879)
- The Thin Red Line, (1881)
- Last Voyage of the Viking, (1883)
- The Sea King (1883)
- Schoolmates (1884)
- Letters from Home (1885 – ødelagt)
- Alma: Advance of the 42nd Highlanders (1889)
- Saving the Colours; the Guards at Inkerman (1895)
- Comrades (1878)
- Comrades (1896)
- Hougomont-1815 (1903)
- Dargai, October 20, 1897 (1909)
- The Red Cross (1913)
- Communion at the Front (1917)
- Backs to the Wall, 1918 (1929)